# Siphoglobulina
Siphoglobulina es un género de foraminífero bentónico de la Subfamilia Glandulininae, de la Familia Glandulinidae, de la Superfamilia Polymorphinoidea, del Suborden Lagenina y del Orden Lagenida. Su especie-tipo es Siphoglobulina siphonifera. Su rango cronoestratigráfico abarca desde el Paleoceno hasta la Actualidad.

## Discusión
Clasificaciones previas incluían Siphoglobulina en la Superfamilia Nodosarioidea.

## Clasificación
Siphoglobulina incluye a la siguiente especie:
- Siphoglobulina siphonifera